# Weddinger Opposition
Die Weddinger Opposition (nach Hans Weber auch Weber-Gruppe, seltener Wedding-Pfälzer Opposition) war eine 1924 entstandene Gruppierung des ultralinken Flügels der Kommunistischen Partei Deutschlands (KPD). Ab 1928 ging die KPD-Führung mit zahlreichen Parteiausschlüssen gegen die Gruppierung vor, die seit 1926 als Fraktion in der KPD organisiert war. Die Gruppierung hatte 1927 rund 2000 Mitglieder; ihre Hochburgen lagen im Berliner Bezirk Wedding, in der zu Bayern gehörenden Pfalz sowie im Westen Sachsens.

## Entstehung und Hochburgen
Als „konstituierendes Ereignis“ für die Entstehung der Weddinger Opposition werden von der Forschung zwei Streiks im BASF-Werk im pfälzischen Ludwigshafen ausgemacht: Im November 1922 entließ das Chemieunternehmen Max Frenzel und zwei weitere Betriebsräte, weil sie an einem kommunistischen Betriebsrätekongreß teilgenommen hatten. Entgegen der Haltung der Sozialdemokraten und der freien Gewerkschaften solidarisierten sich Arbeiter der BASF und weiterer Ludwigshafener Betriebe mit den Entlassenen, konnten aber in einem mehrwöchigen Streik nicht deren Wiedereinstellung erreichen. Durch Ausschlüsse und Austritte spaltete sich der Fabrikarbeiterverband in Ludwigshafen; es entstand der kommunistische Industrieverband der chemischen Industrie unter Fritz Baumgärtner. Auch ein zweiter Streik im Frühjahr 1924, der sich gegen die Verlängerung der täglichen Arbeitszeit auf neun Stunden richtete, blieb erfolglos, führte aber zu einem vorübergehenden Massenzulauf zum Industrieverband. Die Gründung des Industrieverbands stand im Widerspruch zu damaligen Beschlüssen der KPD, wonach Kommunisten in den Gewerkschaften des ADGB mitarbeiten sollten. Der Historiker Marcel Bois sieht die „extreme Feindseligkeit“ der Weddinger Opposition gegenüber den freien Gewerkschaften und ihre „starke Verankerung in der lokalen Arbeiterschaft“ als Folge der Streiks bei der BASF.
Die im April 1924 gewählte ultralinke KPD-Parteiführung unter Ruth Fischer und Arkadi Maslow fand die Unterstützung des Parteibezirks Pfalz. Als Fischer und Maslow Anfang 1925 ihren Kurs mäßigten, wurden die Pfälzer Teil der ultralinken Opposition. Beispielsweise wurde ein gemeinsamer Kandidat von SPD und KPD bei der Reichspräsidentenwahl 1925 abgelehnt. Im September 1925 wandte sich das Exekutivkomitee der Kommunistischen Internationale (EKKI) in einem offenen Brief an die deutschen Kommunisten und übte scharfe Kritik am Kurs der KPD. Daraufhin wurden Fischer und Maslow abgelöst. Wie andere ultralinke Gruppen traten die Pfälzer gegen den offenen Brief des EKKI auf.
Unabhängig von der Gruppierung in der Pfalz war im Berliner Bezirk Wedding im Januar 1925 eine ultralinke Opposition entstanden, über deren führende Mitglieder nur wenig bekannt ist. Eine Vernetzung der Pfälzer und Weddinger Gruppen erfolgte, als die neue KPD-Führung unter Ernst Thälmann Ende 1925 den Pfälzer Bezirksleiter Hans Weber absetzte, um die dortige Opposition zu schwächen. Weber wurde in die Gewerkschaftsabteilung des Zentralkomitees in Berlin versetzt, wohnte im Wedding und wurde rasch der führende Kopf der dortigen Oppositionsgruppe; zugleich behielt er seinen Einfluss in der Pfalz.
Der dritte Schwerpunkt der Weddinger Opposition war der Parteibezirk Westsachsen mit der Stadt Leipzig. Westsachsen war eine Hochburg der SPD, die auch die Gewerkschaften und weitere Organisationen der Arbeiterbewegung dominierte. Gleichwohl zum linken Parteiflügel gehörend, hielten sich die Sozialdemokraten weitgehend an das Verbot gemeinsamer Aktionen mit der KPD. Als Gründe für den Erfolg der Ultralinken in Westsachsen werden die Schwierigkeiten der KPD, angesichts der dominanten Stellung der SPD in die Arbeiterbewegung auszugreifen, genannt sowie die Person von Artur Vogt. Vogt stand seit Sommer 1924 in Kontakt zu Hans Weber.
Weitere der Weddinger Opposition zuzurechnende Parteimitglieder lebten in anderen Berliner Bezirken, insbesondere in Weißensee, in Niedersachsen und in Bielefeld. Der Bielefelder Unterbezirksleiter Wilhelm Kötter war ähnlich wie Hans Weber abgelöst und nach Berlin versetzt worden, wodurch er in Kontakt zur Weddinger Opposition kam.

## Fraktionsbildung und Positionen
Einem Bericht der parteiinternen Überwachung zufolge schlossen sich bei einer Veranstaltung am 12. Februar 1926 im Wedding die lokalen Gruppen zu einer landesweiten Fraktion zusammen, wobei eine Leitung gewählt wurde und Richtlinien für die Arbeit der Gruppierung beschlossen wurden. Marcel Bois sieht dieses Treffen als Versuch, ein Auseinanderbrechen der ultralinken Opposition zu verhindern, und verweist auf die Teilnahme von Personen wie Iwan Katz, Karl Korsch oder Ernst Schwarz, die alle sich nicht der Weddinger Opposition anschlossen. Gleichwohl könne man „explizit eine Weddinger Opposition ausmachen“, nachdem sich die Ultralinke in den folgenden Monaten weiter ausdifferenzierte.
Die Weddinger Opposition warf der KPD-Führung unter Thälmann vor, bei der Einschränkung der innerparteilichen Demokratie den Kurs von Fischer und Maslow fortzusetzen. Die Oppositionsgruppe lehnte die These einer relativen Stabilisierung des Kapitalismus ab und ging von dessen baldigen Untergang aus. Die Einheitsfrontlinie wurde abgelehnt; beispielsweise stellte der Volksentscheid über die Fürstenenteignung für die Weddinger Opposition eine „Wiederbelebung reformistischer Illusionen“ dar. In der Gewerkschaftsfrage kam es offenbar zu einem Kurswechsel und einer Annäherung an die Linie des Zentralkomitees: Im Namen der Pfälzer Bezirksleitung plädierten Baumgärtner und Frenzel Anfang 1926 für einen Eintritt der KPD-Mitglieder in die freien Gewerkschaften.

## Zerfall
Ende 1926 spaltete sich die Weddinger Opposition in zwei Strömungen. Grund war der sogenannte Brief der 700, der aus Anlass des Ausschlusses von Grigori Jewsejewitsch Sinowjew aus dem Politbüro der KPdSU von der Weddinger Opposition und einer ultralinken Gruppe um Ruth Fischer, Hugo Urbahns und dem Reichstagsabgeordneten Werner Scholem initiiert wurde. Der Brief sah die Partei in einem Belagerungszustand und konstatierte eine Atmosphäre der Heuchelei, Angst, Unsicherheit und Zersetzung. Unter der Losung zurück zu Lenin wurde eine offene Diskussion in der KPD gefordert, vor allem über die Situation in der Sowjetunion.
Wilhelm Kötter und Artur Vogt weigerten sich, den Brief der 700 zu unterzeichnen, da sie sich an der Beteiligung von Ruth Fischer und Arkardi Maslow störten. Nach einem zunehmend polemischen Schlagabtausch zwischen Kötter und Weber spaltete sich die Weddinger Opposition.
Aus Sicht der Parteiführung und des EKKI war die Spaltung eine gute Entwicklung, da sie die Bekämpfung der Opposition erleichterte. Im Vergleich zu anderen oppositionellen Gruppierungen war die KPD-Führung bislang zurückhaltend gegen die Weddinger Opposition vorgegangen.

### Kötter/Vogt-Gruppe
Die Gruppe um Wilhelm Kötter und Artur Vogt behielt ihre grundsätzlich oppositionelle Haltung bei, wobei das Ziel, einen Parteiausschluss zu vermeiden, stärker ausgeprägt war als bei anderen Strömungen. Beim Parteitag des Bezirks Westsachsen im März 1927 wurden Anhänger Vogts in die Bezirksleitung gewählt. Im Laufe des Jahrs 1927 schränkte die Parteiführung die Handlungsmöglichkeiten der Gruppe zunehmend ein. So konnte die Gruppe ihre Positionen nicht mehr auf Parteitagen oder in der Parteipresse darstellen; auch wurden Flugblätter und Rundschreiben vom Parteiapparat beschlagnahmt.
Die weitere Entwicklung der Kötter/Vogt-Gruppe in Westsachsen ist in der Forschung umstritten: Zum Teil wird angenommen, die Gruppe habe sich Ende 1927 aufgelöst; zum Teil wird von einer Fortexistenz ausgegangen, wobei viele Mitglieder auf die Linie der Parteiführung einschwenkten, was durch die erneute Linkswende der KPD erleichtert wurde. Eine Restgruppe um Paul Heidemann in Bielefeld existierte nach der Machtübertragung an die NSDAP 1933 bis zu ihrer Zerschlagung Mitte 1936 in der Illegalität weiter.

### Weber-Gruppe
Die Gruppe um Hans Weber dominierte 1927 zunächst die KPD-Gliederungen in der Pfalz und im Wedding. Auf dem Essener Parteitag im März 1927 spielte die Gruppe nur eine geringe Rolle; allerdings wurden mit Max Gerbig und Adolf Betz zwei ihrer Vertreter in das Zentralkomitee gewählt. Betz sagte sich im Dezember 1927 von der Opposition los. Im gleichen Monat konnte sich die KPD-Führung erstmals seit 1925 im Wedding gegen die Opposition durchsetzen. Weber schied aus der Weddinger Parteileitung aus und kehrte in die Pfalz zurück.
Im Januar 1928 setzte die Parteileitung Fritz Baumgärtner als Polleiter der Pfalz wegen einer angeblich parteifeindlichen Haltung ab. Gegen die Absetzung Baumgärtners protestierten etliche Unterbezirke und Ortsgruppen, aber auch die Arbeiter-Turnerinnen der Pfalz. Im Februar und März wurden Fritz Baumgärtner, Max Frenzel und Hans Weber aus der KPD ausgeschlossen. Unter Inkaufnahme beträchtlicher Mitgliederverluste durch Austritte und weitere Ausschlüsse gelang es der Parteiführung, beim Pfälzer Bezirksparteitag im Mai 1928 eine Mehrheit zu erringen.
Die Weber-Gruppe war an Gesprächen im Vorfeld der Gründung des Leninbundes im April 1928 beteiligt, lehnte aber eine Beteiligung an dem Bund ab. Dennoch traten die Weber-Gruppe und der Leninbund bei der Reichstagswahl 1928 im Wahlkreis Pfalz gemeinsam als Alte Kommunistische Partei (AKP) an. Die AKP blieb mit 3127 Stimmen, ungefähr ein Zehntel der Stimmen für die KPD, bedeutungslos. Allerdings verlor die KPD entgegen dem Reichstrend in der Pfalz Stimmen.
Ab Anfang 1929 nannte sich die von Max Frenzel geleitete Gruppe Leninisten-Bolschewiki. Sie gab die ehemalige KPD-Funktionärszeitschrift Der Pionier mit einer Auflage von 1000 Stück heraus. Auch nach KPD-Berichten gelang es der Gruppe, ihre Basis noch zu verbreitern, wobei ihr die Verankerung in der Arbeiterbewegung zugutekam. Die Zahl der Mitglieder soll sich von etwa 160 (1928) auf rund 200 bis 300 (Ende 1929) erhöht haben. Bei der Stadtratswahl in Ludwigshafen im Dezember 1929 trat die Gruppe als Linke Opposition der KPD an und erzielte rund 1000 Stimmen, knapp ein Drittel der KPD-Stimmen. Das gewonnene Mandat wurde von Max Frenzel wahrgenommen. Aus unbekannten Gründen zog sich Hans Weber Ende 1929 aus der Politik zurück, womit die Gruppierung „eine ihrer herausragenden Persönlichkeiten“ verlor.
Noch unter Weber hatte sich die Gruppe trotzkistischen Positionen angenähert. Beispielsweise wurde eine Solidaritätskampagne bei Trotzkis Ausweisung aus der Sowjetunion veranstaltet. 1929 gab Weber eine deutsche Übersetzung von Trotzkis Schrift Die internationale Revolution und die Kommunistische Internationale heraus und steuerte ein Vorwort bei. Kurt Landau bemühte sich ab 1929, die Restgruppen der Weddinger Opposition mit der Opposition im Leninbund zusammenzuführen. Die im März 1930 gegründete Vereinigte Linke Opposition der KPD – Bolschewiki-Leninisten spaltete sich 1931, wobei sich die einstigen Mitglieder der Weddinger Opposition meist der Richtung um Landau, auch als Gruppe Funke bekannt, anschlossen.